# Alenka v říši divů: Za zrcadlem
Alenka v říši divů: Za zrcadlem (v anglickém originále Alice Through the Looking Glass) je americký fantasy film z roku 2016, sequel filmu Alenka v říši divů (2010). Režie se tentokrát ujal James Bobin a scénáře opět Linda Woolverton. Hlavní role hrají Johnny Depp, Anne Hathawayová, Mia Wasikowska, Rhys Ifans, Helena Bonham Carter a Sacha Baron Cohen a své hlasy propůjčili Stephen Fry, Michael Sheen, Timothy Spall a Alan Rickman,
Film měl premiéru v Londýně 10. května 2016 a do kin byl oficiálně uveden 27. května 2016. Film získal negativní kritiku.

## Obsazení

### Hlavní role
| Johnny Depp               | Tarrant Hightopp / Kloboučník        |
| Louis Ashbourne Serkis    | malý Tarrant Hightopp                |
| Anne Hathawayová          | Mirana z Marmorealu, Bílá královna   |
| Amelia Crouch             | jako malá Mirana                     |
| Mia Wasikowska            | Alenka                               |
| Rhys Ifans                | Zanik Hightopp, Kloboučníkův otec    |
| Helena Bonham Carter      | Iracebeth z Crimsu, Srdcová královna |
| Leilah de Meza            | malá Iracebeth                       |
| Sacha Baron Cohen         | Čas                                  |
| Matt Lucas                | Tweedledum a Tweedledee              |
| Lindsay Duncan            | Helen Kingsleigh, Alenky matka       |
| Leo Bill                  | Hamish Ascot                         |
| Geraldine James           | Lady Ascot                           |
| Joanna Bobin              | manželka Alexandra Ascota            |
| Andrew Scott              | Dr. Addison Bennett                  |
| Ed Speleers               | James Harcourt                       |
| Richard Armitage          | Král Oleron                          |
| Hattie Morahan            | Královna Elsmere                     |
| Simone Kirby              | Tyva Hightopp, Kloboučníkova matka   |
| Joe Hurst a Oliver Hawkes | Bim Hightopp                         |
| Sibohan Redmond           | Bumalic Hightopp                     |
| Frederick Warder          | Poomally Hightopp                    |
| Eve Hedderwick Turner     | Baloo Hightopp                       |
| Tom Godwin                | Pimlick Hightopp                     |

### Hlasové role
| Alan Rickman     | Absolem, motýl              |
| Stephen Fry      | Cheshire                    |
| Alan Tudyk       | malá Cheshire               |
| Michael Sheen    | Nivens McTwisp, bílý králík |
| Timothy Spall    | Bayard, štěně               |
| Kyle Hebert      | malý Bayard                 |
| Barbara Windsor  | Mallymkun, myš              |
| Matt Vogel       | Wilkins                     |
| Paul Whitehouse  | Thackery Earwicket, zajíc   |
| Wally Wingert    | Humpty Dumpty               |
| Meera Syal       | Nikdo                       |
| Owain Rhys Davis | Žába                        |
| Paul Hunter      | Bílý král                   |

## Produkce
Film byl oznámen v prosinci 2012. V červenci 2013 bylo oznámeno, že Johnny Depp se vrátí jako Kloboučník a návrat Mii Wasikowské byl oznámen v listopadu. V lednu 2014 se k obsazení připojil Sacha Baron Cohen a v květnu Rhys Ifans.
Natáčení začalo 4. srpna 2014 v Sheppertonských studiích. V srpnu 2014 se natáčelo v docích v Gloucesteru. Natáčení skončilo 31. října 2014.

## Přijetí
Film vydělal přes 77 milionů dolarů v Severní Americe a přes 222 milionů dolarů v ostatních oblastech, celkově tak vydělal 299,3 milionů dolarů po celém světě. Rozpočet filmu činil 170 milionů dolarů. Za první víkend film vydělal 27 milionů dolarů, což je oproti prvnímu filmu, který vydělal 116 milionů propad o 70%.